# بریجیت لین
بریجیت لین (انگلیسی: Brigitte Lin؛ زادهٔ ۱۹۵۴) یک بازیگر اهل تایوان است.
از فیلم‌ها یا برنامه‌های تلویزیونی که وی در آنها نقش داشته است می‌توان خاکسترهای زمان و چانگ‌کینگ اکسپرس را نام برد.

## فیلم‌شناسی بریجیت لین
| سال  | نام فیلم                | نقش                    | نکته |
| ---- | ----------------------- | ---------------------- | ---- |
| ۱۹۸۲ | مأموریت عجیب و غریب     | لی لی                  |      |
| ۱۹۸۳ | جنگجویان زو از کوه جادو | ملکه یخ                |      |
| ۱۹۸۵ | داستان پلیس             | سلینا فونگ             |      |
| ۱۹۸۶ | پکن اپرای بلوز          | سائو یون               |      |
| ۱۹۹۲ | شمشیرزن ۲               | شرق شکست ناپذیر        |      |
| ۱۹۹۴ | خاکسترهای زمان          | مورونگ یان / مورونگ ین |      |
| ۱۹۹۴ | چانگ‌کینگ اکسپرس         | زن بور                 |      |